# Liste der Monuments historiques in Plougourvest
Die Liste der Monuments historiques in Plougourvest führt die Monuments historiques in der französischen Gemeinde Plougourvest auf.

## Liste der Bauwerke
| Bezeichnung                 | Beschreibung | Standort | Kennzeichnung | Schutzstatus | Datum | Bild           |
| --------------------------- | ------------ | -------- | ------------- | ------------ | ----- | -------------- |
| Croix de chemin de Lambader | Wegekreuz    | (Lage)   | PA00090247    | Classé       | 1910  | weitere Bilder |
| Kirche St-Pierre            |              | (Lage)   | PA29000073    | Inscrit      | 2012  | weitere Bilder |

## Liste der Objekte
- Monuments historiques (Objekte) in Plougourvest in der Base Palissy des französischen Kultusministerium